# Ptochophyle faganaria
Ptochophyle faganaria är en fjärilsart som beskrevs av Achille Guenée 1858. Ptochophyle faganaria ingår i släktet Ptochophyle och familjen mätare. Inga underarter finns listade.